# فرانسين دي زيو
الملازم أول فرانسين دي زيو (بالهولندية:  Francien de Zeeuw) (و. تيرنوزين، 19 مايو 1922 - ميدنبيمستر، 8 سبتمبر 2015) مقاتلة هولندية خلال الحرب العالمية الثانية وأول عضو أنثى في القوات المسلحة الهولندية. خدمت في الشرق الأقصى لمدة ثلاث سنوات - أولاً في كولومبو، حيث رتبت عملية إعادة الجنود الهولنديين إلى وطنهم، ثم عملت في جزر الهند الشرقية الهولندية في مكتب بريد عسكري. وخلال هذا الوقت، وقعت في حب جندي. ولما كان الزواج من رتبة أدنى ممنوعًا، استقالت من الخدمة وعادت إلى هولندا. إلا أن الجندي مات بسبب إصابته بالحمى الصفراء بعد فترة وجيزة من عودتهما.